# Sabera
Sabera là một chi bướm ngày thuộc họ Bướm nâu.

## Hình ảnh

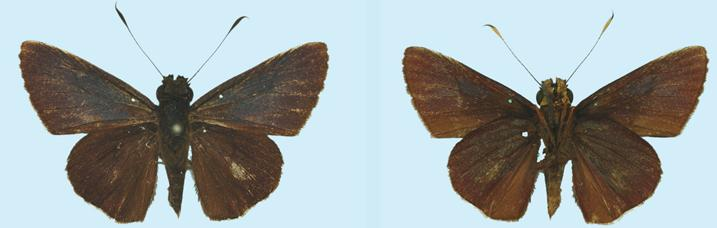

## Các loài
- Sabera aruana (Plötz, 1886)
- Sabera biaga Evans, 1949
- Sabera caesina (Hewitson, [1866])
- Sabera dobboe (Plötz, 1885)
- Sabera dorena Evans, 1935
- Sabera expansa Evans, 1935
- Sabera fuliginosa (Miskin, 1889)
- Sabera fusca Joicey & Talbot, 1917
- Sabera iloda Parsons, 1989
- Sabera kumpia Evans, 1949
- Sabera madrella Parsons, 1986
- Sabera metallica de Jong, 2008
- Sabera misola Evans, 1949
- Sabera tabla (Swinhoe, 1905)